# A Letter to Elise
A Letter to Elise is een nummer van de Britse band The Cure uit 1992. Het is de derde en laatste single van hun negende studioalbum Wish.
Het nummer werd zelden live uitgevoerd. Robert Smith heeft zich voor de tekst laten inspireren door het boek Briefe an Felice (Engelse titel: Letters to Felice) van Franz Kafka. Smith wilde oorspronkelijk dat "Doing the Unstuck" de derde single van het album zou worden, maar de platenmaatschappij stond erop dat "A Letter to Elise" op single werd uitgebracht. Het nummer werd een hit op de Britse eilanden en bereikte de 28e positie in het Verenigd Koninkrijk. In het Nederlandse taalgebied deed de plaat niets in de hitlijsten. Desondanks geniet het er wel kleine bekendheid.
In 2010 zette Pitchfork Media het nummer op de 184e plaats in hun "Top 200 Tracks of the 1990s".

## Tracklijst
- 7"

1. "A Letter to Elise" (7-inch remix edit) - 4:20
2. "The Big Hand" - 4:52

- 12"

1. "A Letter to Elise" (Blue mix)	- 6:37
2. "The Big Hand" - 4:56
3. "A Foolish Arrangement" - 3:54

- Cd-single

1. "A Letter to Elise" (7-inch remix edit) - 4:24
2. "The Big Hand" - 4:56
3. "A Foolish Arrangement" - 3:54
4. "A Letter to Elise" (Blue mix) - 6:37